# 埃珀尔海姆
埃珀尔海姆（德語：Eppelheim，發音：[ˈɛpl̩haɪm] ⓘ）是德国巴登-符腾堡州卡尔斯鲁厄行政区莱茵-内卡县的城市，面积5.7平方千米，2023年12月31日人口为15,543人。